# Ultra Naté
Ultra Naté Wyche (nacida en Havre de Grace, Maryland, el 20 de marzo de 1968) es una cantante, compositora, promotora, productora y DJ estadounidense que ha incursionado en varios géneros como R&B, soul, house
pasando por la música disco y el electro-pop. Es conocida principalmente por su éxito "Free" lanzado en 1997 y por "If You Could Read My Mind" formando parte del proyecto musical Stars on 54. Es recurrentemente requerida como vocalista por diversos artistas de música house.

## Trayectoria musical
Comenzó su carrera a la edad de 21 años, firmando con Warner Bros. Records, a través de sus oficinas británicas con el que publica sus dos primeros trabajos discográficos. Su álbum debut, Blue Notes in the Basement de 1991 y One Woman's Insanity de 1994 estuvieron bajo la producción del dúo de música house Basement Boys. Mientras que los sencillos de estos álbumes como "Is It Love" y "Show Me" lograron ingresar en la lista de sencillos del Reino Unido. En 1995 contribuyó con la canción "Party Girl (Turn Me Loose)" para la banda sonora de la película independiente del mismo título. Cuando Warner Bros. intentó proponerle que su carrera fluya por el camino del R&B, con menos contenido de la música house, Ultra Naté decidió dejar para firmar con el sello independiente, Strictly Rhythm, especializado en el género house. Con él logró lanzar su tercer álbum Situation: Critical bajo la producción de Mood II Swing, Al Mack y Masters at Work. En él incluía su mayor éxito comercial de su carrera, "Free" lanzado en 1997, logrando un relativo éxito en las listas musicales de Europa y los Estados Unidos. Además de "Free", el álbum contenía sencillos como "Found a Cure" (# 6 en el Reino Unido), y el "New Kind of Medicine" (# 14 Reino Unido) que se convirtieron en clásicos en las pistas de baile.
En 1998 se unió con la cantante de origen filipino Jocelyn Enríquez y la holandesa Amber para formar el trío llamado Stars On 54. Bajo este nombre grabaron un cover de Gordon Lightfoot, "If You Could Read My Mind", el cual fue incluido en la banda sonora de la película Studio 54.
Stranger Than Fiction, el cuarto de su trayectoria lanzado en 2001, contó con el trabajo de producción de artistas de prestigio como Attica Blues, 4 Hero, y Mood II Swing, destacándose por los sencillos "Desire" y "Get It Up (The Feeling)". En 2005, colabora con Alex Gaudino en "Bitter Sweet Melody" y a finales de ese año regresa a las listas gracias a su colaboración vocal en "Freak On" para StoneBridge.
En 2007 lanza su quinto álbum Grime, Silk, & Thunder editado por su sello propio Blufire, que a su vez es un subsello de Tommy Boy Records. Incluye los sencillos "Give It All You Got", "Automatic" y "Love's The Only Drug" los cuales se ubicaron en las primeras posiciones del Hot Dance Club Songs de los Estados Unidos.
En 2010 lanzó un EP titulado "Things Happen At Night", en el que combina el pop con melodías inspiradas en el soul. En enero de 2011 lanzó "Turn It Up" que seriviría como adelanto de su sexto álbum de estudio que se titulará Hero Worship. En 2013 lanzó "Everybody Loves The Night" con la colaboración del productor RedTop.

## Discografía

### Álbumes
En estudio
- 1991: Blue Notes in the Basement
- 1994: One Woman's Insanity
- 1998: Situation: Critical
- 2001: Stranger Than Fiction
- 2007: Grime, Silk, & Thunder
- 2013: Hero Worship
- 2017: Black Stereo Faith

Compilaciones de remixes
- The Best Remixes, Vol. 1 (1997)
- Best Remixes, Vol. 2 (1999)
- Alchemy - G.S.T. Reloaded (2008)

EPs
- Things Happen At Night (2010)

### Sencillos
| Año  | Título                                                                         | Mejores posiciones en listas | Mejores posiciones en listas | Mejores posiciones en listas | Mejores posiciones en listas | Mejores posiciones en listas | Certificaciones | Álbum                      |
| Año  | Título                                                                         | Hot 100                      | EUA Dance                    | R.U.                         | CAN                          | ESP                          | Certificaciones | Álbum                      |
| ---- | ------------------------------------------------------------------------------ | ---------------------------- | ---------------------------- | ---------------------------- | ---------------------------- | ---------------------------- | --------------- | -------------------------- |
| 1989 | «It's Over Now»                                                                | —                            | —                            | 62                           | —                            | —                            |                 | Blue Notes in the Basement |
| 1991 | «Is It Love?»                                                                  | —                            | 45                           | 71                           | —                            | —                            |                 | Blue Notes in the Basement |
| 1992 | «Rejoicing (I'll Never Forget)»                                                | —                            | 7                            | —                            | —                            | —                            |                 | Blue Notes in the Basement |
| 1993 | «Joy»                                                                          | —                            | 2                            | —                            | —                            | —                            |                 | One Woman's Insanity       |
| 1994 | «Show Me»                                                                      | —                            | 1                            | 62                           | —                            | —                            |                 | One Woman's Insanity       |
| 1994 | «How Long»                                                                     | —                            | 2                            | —                            | —                            | —                            |                 | One Woman's Insanity       |
| 1995 | «Party Girl (Turn Me Loose)»                                                   | —                            | 6                            | —                            | —                            | —                            |                 | Banda sonora de Party Girl |
| 1997 | «Free»                                                                         | 75                           | 1                            | 4                            | 10                           | —                            | - R.U.: Oro     | Situation: Critical        |
| 1998 | «Found a Cure»                                                                 | —                            | 1                            | 6                            | —                            | —                            |                 | Situation: Critical        |
| 1998 | «New Kind of Medicine»                                                         | —                            | 28                           | 14                           | —                            | —                            |                 | Situation: Critical        |
| 1998 | «Pressure»                                                                     | —                            | 3                            | —                            | —                            | —                            |                 | Situation: Critical        |
| 1998 | «If You Could Read My Mind» (Stars on 54: Ultra Naté, Amber, Jocelyn Enríquez) | 52                           | 3                            | 23                           | 7                            | —                            |                 | Banda sonora de 54         |
| 2000 | «Desire»                                                                       | —                            | 1                            | 40                           | —                            | —                            |                 | Stranger Than Fiction      |
| 2001 | «Get It Up (The Feeling)»                                                      | —                            | 1                            | 51                           | —                            | —                            |                 | Stranger Than Fiction      |
| 2002 | «I Don't Understand It»                                                        | —                            | 25                           | —                            | —                            | —                            |                 | Stranger Than Fiction      |
| 2002 | «Twisted»                                                                      | —                            | 3                            | —                            | —                            | —                            |                 | Stranger Than Fiction      |
| 2003 | «Brass in Pocket»                                                              | —                            | 8                            | —                            | —                            | —                            |                 | Sencillo sin álbum         |
| 2005 | «Freak On» (con StoneBridge)                                                   | —                            | —                            | 37                           | —                            | —                            |                 | Grime, Silk, & Thunder     |
| 2006 | «Love's the Only Drug»                                                         | —                            | 2                            | —                            | —                            | 14                           |                 | Grime, Silk, & Thunder     |
| 2007 | «Automatic»                                                                    | —                            | 1                            | —                            | —                            | 5                            |                 | Grime, Silk, & Thunder     |
| 2007 | «Give It All You Got» (con Chris Willis)                                       | —                            | 1                            | —                            | —                            | —                            |                 | Grime, Silk, & Thunder     |
| 2009 | «Faster Faster Pussycat (Let’s Go!)»                                           | —                            | —                            | —                            | —                            | —                            |                 | Things Happen at Night     |
| 2009 | «Hey DJ»                                                                       | —                            | —                            | —                            | —                            | —                            |                 | Things Happen at Night     |
| 2011 | «Turn It Up»                                                                   | —                            | 4                            | —                            | —                            | —                            |                 | Hero Worship               |
| 2011 | «Waiting on You» (con Michelle Williams)                                       | —                            | 11                           | —                            | —                            | —                            |                 | Hero Worship               |
| 2013 | «Everybody Loves the Night»                                                    | —                            | 39                           | —                            | —                            | —                            |                 | Hero Worship               |
| 2014 | «Unconditional»                                                                | —                            | —                            | —                            | —                            | —                            |                 | Hero Worship               |

### Colaboraciones
- 1990: "Scandal" (The Basement Boys Present Ultra Naté)
- 1991: "Ring My Bell" (Monie Love con Ultra Naté)
- 1992: "Altitude" (System 7 con Ultra Naté)
- 1995: "10.000 Screaming Faggots" (The Moonwalkers con Ultra Naté)
- 1995: "Where Do We Go From Here?" (The Duo Feat. Ultra Naté & Colonel Abrams)
- 1997: "Partay Feeling" (B-Crew con Barbara Tucker, Dajae, Ultra Naté & Moné)
- 2001: "There Is" (Tiefschwarz con Ultra Naté)
- 2002: "Music Came To Save My Life" (D'Influence con Ultra Naté)
- 2004: "Time of our Lives" (Ultra Devoted)
- 2004: "Twisted" ([re:jazz] con Ultra Naté)
- 2005: "Bittersweet Melody" (Alex Gaudino con Ultra Naté)
- 2005: "Wonderful Place" (Blaze Pres. U.D.A.U.F.L. con Ultra Naté)
- 2010: "No Wasted Hearts" (Nicola Fasano con Ultra Naté)
- 2010: "Give It 2 U" (Quentin Harris & Ultra Naté)
- 2010: "Destination" (Tony Moran con Ultra Naté)
- 2012: "Planet Called Love" (David Morales con Ultra Naté)
- 2013: "God's Message" (Marlon D Presents Ultra Naté)
- 2014: "So Glamorous" (Samuele Sartini con Ultra Naté)